# Diplosmittia carinata
Diplosmittia carinata är en tvåvingeart som beskrevs av Ole Anton Saether 1985. Diplosmittia carinata ingår i släktet Diplosmittia och familjen fjädermyggor.
Artens utbredningsområde är Michigan. Inga underarter finns listade i Catalogue of Life.